# Путь наверх (альбом)
«Путь наве́рх» — первый двойной концертный альбом, а также DVD и VHS группы «Кипелов», выпущенные в 2003 году лейблом «Русский хит».

## Об альбоме
Запись концертного выступления была осуществлена 24 мая 2003 года во Дворце спорта «Юбилейный» в Санкт-Петербурге.
Альбом фактически является трибьютом, на концерте были исполнены композиции из репертуара группы «Ария» — 18 из 21 (в основном, написанные участниками группы), а также материал с совместного альбома Валерия Кипелова и Сергея Маврина «Смутное время».

## Критика
Российский журнал Dark City, поставив DVD-релизу 3 балла из 5, охарактеризовал его как «совок», отметив скудность представленного материала (возможность смотреть концерт с начала либо выбрать просмотр конкретной композиции с концерта) и статичность меню выбора. Однако был отмечен качественный звук единственной стерео дорожки (DD 2.0), неплохое изображение, а также такие элементы концерта как хороший свет, небольшие элементы лазерного шоу, чёткие крупные планы, интересные ракурсы, качественная оцифровка и т. д. Но, тем не менее, общий уровень съёмок был отмечен как стандартный для телевизионных трансляций с российских фестивалей. Сама же представленная на концерте программа оказалась «на высоте».

## Сет-лист концерта
На концерте были исполнены 3 композиции с альбома Кипелова и Маврина «Смутное время» (1, 6, 7), песни, написанные участниками группы в «Арии» — Кипеловым, Терентьевым и Мавриным, и 4 песни, в написании которых не принимал никто из участников группы.
Из-за проблем с авторскими правами на тексты Александра Елина, все песни с его текстами («Мечты», «Здесь куют металл», «Встань, страх преодолей»), кроме «Воли и разума» вошли на альбом в качестве инструментальных треков.
Песни «Я свободен» и «Castlevania» были исполнены в аранжировке, отличной от оригинальной (песня «Я свободен» студийного качества с данной аранжировкой вошла в сингл «Вавилон»). Песня «Закат» исполнялась без соло.
Все тексты написаны Маргаритой Пушкиной, если не указано другое.
| №   | Название                                 | Текст песни      | Музыка                                       | Длительность |
| --- | ---------------------------------------- | ---------------- | -------------------------------------------- | ------------ |
| 1.  | «Путь наверх»                            |                  | Валерий Кипелов                              |              |
| 2.  | «Я не сошёл с ума»                       |                  | Сергей Терентьев                             |              |
| 3.  | «Грязь»                                  |                  | Кипелов, Терентьев                           |              |
| 4.  | «Бесы»                                   |                  | Сергей Маврин, Виталий Дубинин               |              |
| 5.  | «Дьявольский зной»                       |                  | Терентьев                                    |              |
| 6.  | «Castlevania»                            |                  | Маврин                                       |              |
| 7.  | «Я свободен!»                            | Пушкина, Кипелов | Кипелов                                      |              |
| 8.  | «Путь в никуда»                          | Пушкина, Кипелов | Кипелов                                      |              |
| 9.  | «Следуй за мной»                         |                  | Кипелов                                      |              |
| 10. | «Потерянный рай»                         |                  | Терентьев                                    |              |
| 11. | «Беспечный ангел»                        | перевод Пушкиной | Golden Earring                               |              |
| 12. | «Герой асфальта»                         |                  | Маврин, Дубинин                              |              |
| 13. | «Мертвая зона»                           |                  | Кипелов                                      |              |
| 14. | «Закат»                                  |                  | Кипелов                                      |              |
| 15. | «Возьми моё сердце»                      |                  | Кипелов, Маврин, Дубинин, Владимир Холстинин |              |
| 16. | «Тореро»                                 |                  | Алик Грановский                              |              |
| 17. | «Машина смерти»                          |                  | Терентьев                                    |              |
| 18. | «Воля и разум»                           | Александр Елин   | Андрей Большаков                             |              |
| 19. | «Здесь куют металл» (инструментал)       | —                | Большаков, Грановский                        |              |
| 20. | «Мечты» (инструментал)                   | —                | Кипелов                                      |              |
| 21. | «Встань, страх преодолей» (инструментал) | —                | Большаков                                    |              |

## Участники записи
- Валерий Кипелов — вокал
- Сергей Маврин — соло-гитара, клавишные
- Сергей Терентьев — гитара, клавишные, автор идеи, сведение
- Алексей Харьков — бас-гитара
- Александр Манякин — ударные
- Валерий Шишаков — звукооператор
- Евгений Шидловский — барабанный техник, бэк-вокал, клавишные
- Сергей Степанов, Виктор Скроботов — гитарные техники

Операторы: Александр Соловьёв, Стас Пикарский, Виктор Ванин, Семён Смирнов, Игорь Погодин
Звукоинженеры: Виктор Смирнов, Игорь Сорокин